# Коскела, Вяйнё
Вяйнё Коскела (фин. Väinö Koskela; 31 марта 1921, Виролахти, Финляндия — 10 сентября 2016, там же) — финский легкоатлет, бронзовый призёр чемпионата Европы в беге на 10 000 м (1950).

## Спортивная карьера
Начал свою спортивную карьеру в беговых лыжах, первый национальный турнир выиграл в 1938 г., когда ему было 18 лет. Вдохновленный успехом финских стайеров на летних Олимпийских играх в Берлине (1936), решил заняться легкой атлетикой. Его карьера была прервана Второй мировой войной, во время которой он служил в районе Финского залива и у реки Свирь.
В результате первое крупное соревнование с его участием прошло только в 1945 г. на Играх Калевы в Турку, где он занял четвёртое место в забеге на 5000 метров. Несмотря на победу в этом турнире в следующем году, он не был отобран в национальную сборную на чемпионате Европы по легкой атлетике 1946 года.
В стайерских дисциплинах неоднократно входил в ТОП-10 мировых результатов. На летних Олимпийских играх в Лондоне (1948) стал седьмым на дистанции 5000 м. В 1948 и 1949 гг. первенствовал на чемпионате Финляндии втор же дисциплине, также становился золотым медалистом в кроссе (1948).
На чемпионате Европы в Брюсселе завоевал свою единственную крупную международную медаль — бронзу на дистанции 10 000 метров. Ко времени проведения «домашних» летних Олимпийских игр 1952 года (проводимых в его родной Финляндии) он страдал от мышечных болей и не входил в десятку лучших в мире ни по одной из дисциплин. В Хельсинки он финишировал 16-м на дистанции 10 000 м и не прошел в финал на 5000 м.
Вскоре после завершения Олимпиады он завершил карьеру и занялся сельским хозяйством.